# Santana (Madeira)
Santana es una ciudad en la isla de Madeira, Portugal. Se sitúa al norte de la isla y es un importante destino turístico por sus casas tradicionales de techo de caña, las Palhoças. 
Además de este atractivo cultural, Santana es el punto de partida de numerosas "levadas". Estos senderos que recorren las montañas y la laurisilva de Madeira acompañan los canales construidos para llevar el agua desde las cumbres a los campos de cultivo, de ahí su nombre, llevadas de agua, levadas en portugués. 
El bosque de la laurisilva pertenece al Patrimonio de la Humanidad de la UNESCO, y un tercio de esos bosques se encuentran en el municipio de Santana. Por eso muchas rutas salen de la ciudad y sus alrededores. Muchos amantes de la montaña y el senderismo se dan cita en la ciudad madeirense.
El concejo de Santana es considerado desde el año 2011 por la UNESCO como Reserva Mundial de la Biosfera.

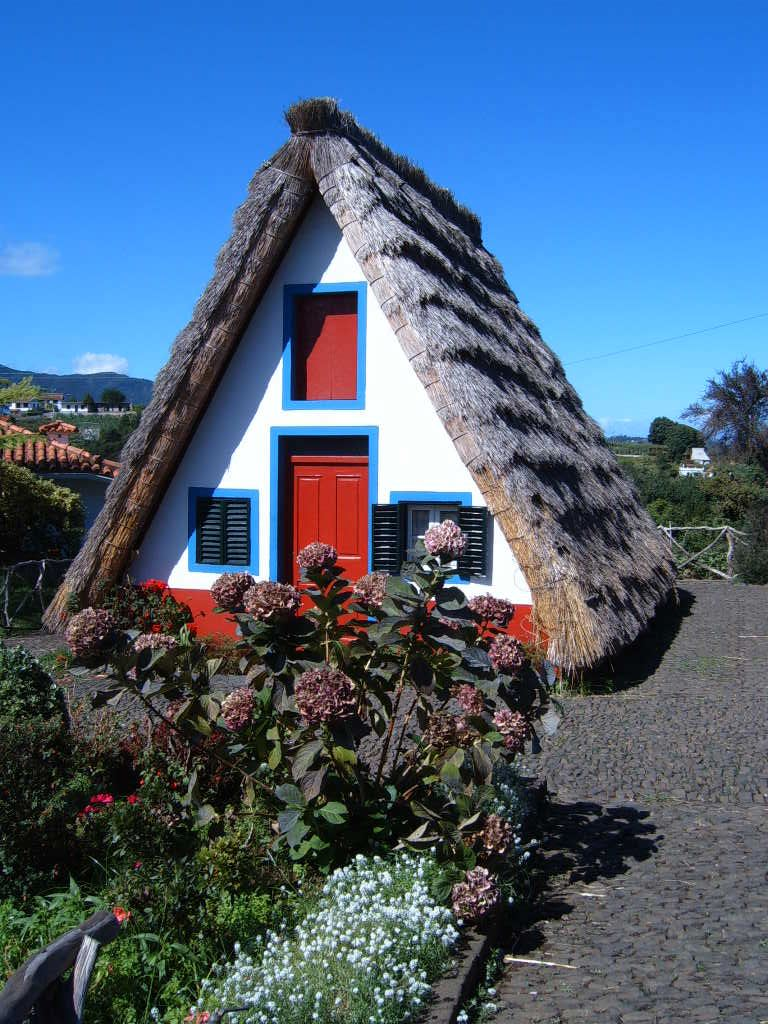
Casita típica del lugar.

Se trata de una pequeña localidad con casas triangulares de inclinados techos de caña, denominadas en portugués Palhoças. Se encuentra cerca de Pico Ruivo, Parque das Quimadas y Sitio turístico da Cova da Caña.

## Geografía
Las 5 parroquias de Santana incluyen:
| Parroquia          | Población | Área              | Densidad  | Altitud | Localización                         |
| ------------------ | --------- | ----------------- | --------- | ------- | ------------------------------------ |
| Arco de São Jorge  | 509       | 3,5 km²/350 ha    | 145,4/km² | 575 m   | 32,81667 (32°49') N 16,95 (16°57') W |
| Faial              | 1 961     | 22,6 km²/2 260 ha | 86,8/km²  | 219 m   | 32,7833 (32°47') N 16,85 (16°51') W  |
| Ilha               | 358       | 15 km²/1 500 ha   | 23,9/km²  | -       | -                                    |
| Santana            | 3 439     | 17,8 km²/1 780 ha | 193,2/km² | 575 m   | 32,8 (32°48') N 16,8833 (16°52') W   |
| São Jorge          | 1 610     | 18,3 km²/1 830 ha | 88/km²    | 243 m   | 32,81667 (32°49') N 16,9 (16°54') W  |
| São Roque do Faial | 927       | 15,9 km²/ 1590 ha | 58,3/km²  | 278 m   | 32,7667 (32°46') N 16,85 (16°51') W  |